# زبابة أوريزابية
زبابة أوريزابية (الاسم العلمي: Sorex orizabae) (بالإنجليزية: Orizaba Long-tailed Shrew)‏ هو نوع من الحيوانات يتبع جنس الزبابة من الفصيلة الزبابات.